# دهه ۱۰۴۰ (پیش از میلاد)

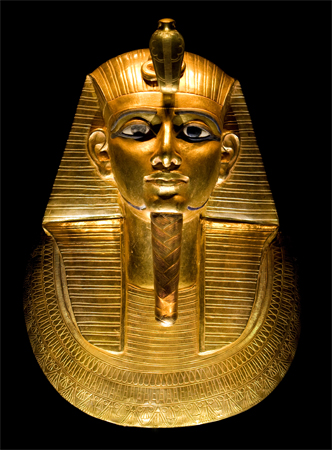
ماسک طلایی سوسنس یکم مصر مربوط به دهه ۱۰۴۰ قبل از میلاد

دهه ۱۰۴۰ (پیش از میلاد) صد و چهارمین دهه قبل از مبدا شروع تقویم میلادی است.

## زادگان
- داوود : پیامبر و دومین پادشاه اسرائیل .